# Henneberg (Turíngia)
Henneberg é uma localidade e antigo município da Alemanha localizado no distrito de Schmalkalden-Meiningen, estado da Turíngia. Desde 1 de janeiro de 2019, forma parte da cidade de Meiningen.